# インド古典演劇
インド古典演劇（インドこてんえんげき、梵: नाट्य）とは、古代インドにおける戯曲（ナーティカ）と演劇（ナーティヤ）の伝統を指す。
インド亜大陸における演劇のルーツは『リグ・ヴェーダ』（紀元前1500年頃-前1200年頃成立）まで遡ることができる。『リグ・ヴェーダ』には対話形式や場面形式をもつ讃歌、動物寓話など他の文学形式を用いた讃歌が含まれている。しかしながら、インド演劇における古典期は、紀元前3世紀から4世紀に『ナーティヤ・シャーストラ』（Nātyaśāstra、「劇の科学」）が編纂されたことで始まった。インド古典演劇は、カーヴィヤ、そしてサンスクリット文学における最高峰であるとみなされている。
サンスクリット古典文学ならびに古典演劇の歴史は、仏教徒の劇作家で詩人、哲学者であったアシュヴァゴーシャ（馬鳴、めみょう）をもって始まった。彼による代表的な作品に『ブッダチャリタ』がある。アシュヴァゴーシャは、おそらく紀元前2世紀頃に生きたとされる劇作家バーサと並び、最初期のサンスクリット劇作家であると考えられている。
サンスクリット古典劇では、その名称にもかかわらず、サンスクリットとプラークリット（演劇プラークリット）の二言語が用いられるというバイリンガルな性質をもっていた。これらの劇ではストックキャラクターが用いられ、ヒーロー（nayaka、ナヤカ）、ヒロイン（nayika、ナイカ）、おどけ役（vidusaka、ヴィドゥーシャカ）などが登場する。また、それぞれの役者は、これらの類型のいずれかに特化していた。紀元前2世紀頃の文法学者であるパタンジャリの手によって成った『マハーバーシャ』（『大注』または『大注解書』）は、サンスクリット戯曲の萌芽ともいうべきものについて最古の言及を行っている。この文法書は、インドにおける舞台芸術が始まった年代についての手がかりを与えている。
4世紀から5世紀に活躍したカーリダーサは、言うまでもなく古代インドにおける最も偉大なサンスクリット戯曲作家である。カーリダーサによる恋愛劇は3つ、すなわち『マーラヴィカーグニミトラ』（『マーラビカーとアグニミトラ』）、『ヴィクラモールヴァシーヤ』（『勇気によって得られたウルヴァシー』）、『アビジュニャーナシャクンタラー』（『思い出のシャクンタラー、あるいは、指輪によって思い出されたシャクンタラー』）である。三番目の戯曲は『マハーバーラタ』から題材を採っており、また彼の最も有名な作品であり、そして英語とドイツ語に初めて翻訳された作品でもある。この戯曲はまた、ウィリアム・ジョーンズによって英訳された『シャクンタラー』を通じて、ヨハン・ヴォルフガング・フォン・ゲーテの『ファウスト』に影響を与えている。カーリダーサに次ぐインドの劇作家に、バヴァブーティ（8世紀後半頃）がいる。彼は3つの作品を残したとされる。すなわち、『Malati-Madhava』（マラティとマダヴァ）、『マハーヴィーラ・チャリタ』（『偉大なる英雄の所行』）、『ウッタラ・ラーマ・チャリタ』（『続編ラーマの所行』）である。このうち2作目と3作目は『ラーマーヤナ』から題材を採っている。ヴァルダナ朝の王、ハルシャ・ヴァルダナ（606年-648年）は、喜劇『ラトナーヴァリ』と『プリヤダルシカー』、仏教劇『ナーガーナンダ』（『竜王の喜び』）の3つの劇を書いたとされている。そのほか、シュードラカや、前述のアシュヴァゴーシャやバーサが著名なサンスクリット戯曲作家として挙げられる。彼らの残した作品のうち現在にまで伝えられたものは数多いが、彼ら自身について明らかなことは少ない。

## 起源
インド演劇の源流は、『リグ・ヴェーダ』にまで遡る。『リグ・ヴェーダ』には対話形式や場面形式の讃歌ほか、動物寓話など他の文学形式を用いた讃歌が含まれている。注目すべき『リグ・ヴェーダ』の挿話は、最初の人類についての話、10.10「ヤマとヤミーの対話」であろう。この物語では、ヤミー（ヤムナー）が彼女の兄であるヤマに対して子孫を残すための関係（近親相姦）を迫るが、ヤマは男らしくこれを拒むというものである。ヴェーダの祭式では、その多くで笛や竪琴といった楽器が必ずと言っていいほど使われている。『シャタパタ・ブラーフマナ』（前800年-700年頃成立）13章2には、二人の役者によって演じられる劇形式で書かれたシュローカ（詩節）が登場する。初期の仏教文学は、インド演劇の存在を示す最古の証拠となった。パーリ語の『経蔵』（前5世紀から3世紀の間に成立）は、舞台劇を演じる俳優の一団（主演俳優によって率いられている）の存在について言及している。これらの演劇には舞踊が取り入れられていたようであるものの、舞踊、歌、物語の朗読とはまた別個のものとして列挙されている。
ビハール州のチランド遺跡からは、おそらく演劇に用いられたであろう素焼きの仮面が出土している。層序学的な解析によれば、この仮面は紀元前3世紀から4世紀頃のものであり、この時代のインドにおいてすでに演劇がある程度の発展を遂げていたことを示唆している。また、仮面は鼻に装着できるように大きな作りをしており、演者は仮面の鼻の穴を通じて視野を確保できた。バラタムニ（聖バラタ）は『ナーティヤ・シャーストラ』（『戯曲論』または『演劇典範』）において仮面について「プラティシルシャ」と言及しており、これらの仮面はダイアデムとそれに沿った付属の髪を備えた、顔全体を覆うものだったようである。
紀元前2世紀頃にパタンジャリが著した『マハーバーシャ』（『大注』または『大注解書』）は、サンスクリット戯曲の萌芽ともいうべきものについて最古の言及を行っている。この文法書は、インドにおける舞台芸術が始まった年代についての手がかりを与えている。
アレクサンドロス3世の東征を経て、インド亜大陸はギリシャ文化と直に接触することとなった。この文化的状況は、古代ギリシア演劇がインド演劇の発展にどれほどの影響を与えたかについて、後世の研究者のあいだで学術的な議論を行わせることとなった。たとえば、直接的な起源は明らかではないものの、サンスクリットにおいては楽屋と舞台の間を仕切る目的で使われた幕（カーテン）を指して「ヤヴァニカー」と呼ぶ。

## 理論
伝統的に、サンスクリット文学における戯曲は、カーヴィヤ文学における「見るためのカーヴィヤ」として、「聴くためのカーヴィヤ」とされた抒情詩・叙事詩と並んで扱われた。
演劇論書としては、代表的な『ナーティヤ・シャーストラ』のほか、『ダシャルーパ』（Daśarūpa、10世紀）、アビナヴァグプタの『アビナヴァバラーティー』（Abhinavabhāratī、-11世紀）、『シュリンガーラ・プラカーシャ』（Shringara-Prakasha、11世紀）などが記された。

### ナーティヤ・シャーストラ
「演劇においては、鬼神も神も、その善悪全ての行為が演出されるべし。世俗の生活の範として、勇気や喜悦を与えるために一切が演じられる」—聖バラタ、『ナーティヤ・シャーストラ』
サンスクリット演劇に関する主な資料に、バラタムニ（聖バラタ）の手に成るとされる『ナーティヤ・シャーストラ』（『戯曲論』または『演劇論書』）がある。正確な成立年代は不明なものの、およそ紀元前200年から西暦200年頃であると推測されている。演者・演出家・音楽家・詩人・劇鑑賞者を読者として想定して書かれた『ナーティヤ・シャーストラ』は、古代における劇作術書としては最も完成されたものであった。演技や舞踏、演奏、音楽理論、演劇理論、舞台建築、衣装デザイン、舞台化粧、プロップ、劇団運営論、観客、競演について説くほか、演劇の起源についての神話的な説明をおこなっている。サンスクリット演劇は、必要な技術（舞踊、音楽、朗読）を代々にわたって教え伝えられてきた司祭たちによって、神聖な場所で演じられた。演劇の目的は、教化であると同時に娯楽であった。
役者たちは、舞台監督兼役者のスートラダーラと呼ばれた座長に率いられるプロの劇団に属し、王室の庇護下にあった。スートラダーラとは、直訳すると「糸または紐を持つ人」という意味であり、人形遣いのような役目と考えられていた。役者たちは発声や身体能力についての厳しい修行を受けていた。女性が役者になることは禁じられておらず、男だけの劇団、女だけの劇団、男女混成の劇団がそれぞれ存在した。しかし、演技における感情（ラサ、後述）のなかは、男性が演じるべきではなく、女性によって演じられるべきだと認識されていたものがあった。また、自分の実年齢とおなじ役柄を演じる役者もいれば、実年齢より年上または年下の役柄を演じるものもいた。『ナーティヤ・シャーストラ』は、演劇の諸要素のなかで、演技(アビナヤ、abhinaya)をもっとも重視した。アビナヤは、現実的・写実的な演技（ローカダルミ、lokadharmi）と伝統的・定型的な演技（ナティヤダルミ、natyadharmi）という二種類の演技法から成るが、『ナティヤ・シャーストラ』においては後者のほうがより重視されている。

#### ラサ理論
『ナーティヤ・シャーストラ』のなかに説かれるラサ理論は、文芸鑑賞論であり、演劇に関する心理学的考察であった。
演劇において、ある戯曲には主題となる一つのラサが定められ、他のラサは補助として扱われた。例として、『シャクンタラー』においては愛欲が、『ウッタラ・ラーマ・チャリタ』（『続編ラーマの所行』）においては悲愴が、ハルシャ・ヴァルダナの『ナーガ・ナンダ』においては寂静が主題となった。
以下に記すのは、14世紀の理論書『サーヒティヤ・ダルパナ』による、『ナーティヤ・シャーストラ』に説かれた八つのラサに、後代に加えられた九番目のラサ「寂静」を含めた一覧の一部である。
| ラサ | 恒常的感情 | 一過性的感情                                                | 色                    | 神格             |
| ---- | ---------- | ----------------------------------------------------------- | --------------------- | ---------------- |
| 愛欲 | 恋情       | 堅固さ・死・怠惰・嫌悪ほか                                  | 黒（暗色）            | ヴィシュヌ       |
| 陽気 | 滑稽       | 眠気・怠惰・感情偽装ほか                                    | 白                    | シヴァ           |
| 悲愴 | 悲愴感     | 厭世・迷妄・気絶・衰弱・疲労 落胆・呆然自失・発狂・追憶ほか | 灰色 （鳩色）         | ヤマ             |
| 憤怒 | 憤慨       | 堅固・狼狽・立毛・発汗・震え 酔い・焦りほか                 | 赤                    | ルドラ           |
| 勇気 | 勇猛心     | 自慢・追憶・充足感・立毛                                    | 黄                    | インドラ         |
| 恐怖 | 恐怖心     | 嫌悪・狼狽・迷妄・驚愕・衰弱 憂慮・気絶・困惑・死           | 黒                    | カーラ（時の神） |
| 嫌悪 | 嫌悪感     | 迷妄・気絶・狼狽・病気・死                                  | 青                    | マハーカーラ     |
| 驚愕 | 驚嘆       | 熟考・狼狽・動揺・歓喜                                      | 金色                  | ガンダルヴァ     |
| 寂静 | 寂静感     | 狼狽・歓喜・追憶・決意・慈しみ                              | ジャスミン 又は月の色 | ナーラーヤナ     |

同理論は、現代のインドにおける舞台芸術や、インド映画、とりわけボリウッドに大きな影響を及ぼしている。

## 種類
古代のサンスクリット劇の多くは、先行して成立した二大古典叙事詩『ラーマーヤナ』と『マハーバーラタ』、もしくは当時語られていた説話などを翻案したものが大半を占めている。これは、演劇論書も説くところでもあった。これは当時の戯曲作家にとって、筋書きは鑑賞者にとって展開をあらかじめ予測可能であるべきであり、既知のシーンをいかに表現・演出するかに焦点がおかれていたからである。
また、戯曲には、一定の形式・内容に応じて分類されていた。『ナーティヤ・シャーストラ』においては、正劇が十種類、副劇が十種ないし十八種類に分類されたが、いずれの様式においても共通の上演次第が存在した。すなわち：
1. 冒頭偈の朗誦
2. 対話形式の前口上
3. ヴィドゥーシャカ（道化役）の登場

正劇と副劇は、判明している限りでそれぞれ次の通り（鍵カッコ内はラサ）：
- 正劇（十種）
  - ナータカ（神話・歴史に取材したもの）
  - プラカラナ（民衆劇、説話に取材）
  - バーナ（独白喜劇、都会の粋人ヴィタが演じる、「恋情」または「勇猛心」[39]）
  - プラハサナ（茶番劇、情事的・「滑稽」）
  - ディマ（幻想的な劇、神話・伝説に取材、「恋情」と「滑稽」以外[40]）
  - ヴィア―ヨーガ（戦争劇）
  - サマヴァカーラ（天界の演劇、神・鬼神が主役）
  - ヴィーティー（滑稽劇、演者は一人か二人[41]、バーナとほぼ同じ[42]）
  - ウトスリーシュティカーンカ（一般人が主役、知られている話を扱う、壮健さが避けられた同情を誘う内容）
  - イーハームリガ（主人公は神または人間）
- 副劇（歌舞や身振りが主眼）
  - ナーティカー（ナータカとプラカラナの中間、女性が主役、「恋情」）
  - トゥロータカ（人間世界と神世界）

このうち、もっとも重んじられたのがナータカ、次にプラカラナであった。

## 作品
本節では、各演劇のうち、特定の作者によって書かれたと伝承されるものはその作者の節で、作者不明または複数の作者に帰せられるものは作品の節で解説を行う。

### アシュヴァゴーシャ
仏教徒の劇作家で詩人、哲学者であったアシュヴァゴーシャ（馬鳴、めみょう、西暦1世紀前後）による作品に、仏教劇・寓話劇『シャーリプトラ・プラカラナ』がある。抽象概念が役柄として登場する本作において、アシュヴァゴーシャは演劇を通じた民衆の教化・仏教への改宗を目指していた。また、この作品ではすでに『ナーティヤ・シャーストラ』等の戯曲論書が説いたた規定・セオリー通りの作劇がなされており、貴人にはサンスクリットの台詞を、道化役にはプラークリットの台詞が当てられている。
なお、抽象概念を役柄とする戯曲は後代にも見られる。チャンデーラ朝（インド中部）の王、キールティヴァルマン1世（11世紀末-12世紀）に仕えたクリシュナミシュラが著した、バクティ信仰に彩られた寓話劇、『プラボーダ・チャンドローダヤ』には、「忍耐（kṣamā）」や「満足（santośa）」が役として登場する。
おそらく紀元前2世紀頃に生きたとされる劇作家バーサと並び、最初期のサンスクリット劇作家であると考えられている。

### シュードラカ
現在でも知られているサンスクリット劇のなかで最も古い部類に属する『ムリッチャカティカー』（『土の小車』）は、おそらく5世紀後半にシュードラカによって書かれたとされる。ロマンスとセックス、宮廷の陰謀と滑稽さにあふれたこの戯曲の筋は、どんでん返しにあふれている。物語は、若い男のチャールダッタと、彼が愛を寄せる裕福な高級娼婦（ナガルヴァドゥ）ヴァサンタセーナを主軸としている。恋の顛末は、同じくヴァサンタセーナに惹かれている王の廷臣サンスターナカの存在によってさらに込み入っていく。これに加え、盗難事件と人違いがからむ筋書きは先が読めないものとなっており、劇をいっそう滑稽で楽しいものにしている。サンスクリット劇のなかでは特に変化に富んだ筋書きであるほか、他の古典劇では忌避された場面（殺人・処刑など）も盛り込まれている点でユニークな作品といえる。
『ムリッチャカティカー』は1924年にニューヨークで上演され、広く賞賛を浴びた。また、1984年には、この戯曲を下敷きにした、ギリーシュ・カルナード監督のヒンディー語映画『ウツァヴ』（意訳『祭り』）が公開された。2001年の映画『ムーラン・ルージュ』で描かれたインド劇は、おそらくこの戯曲を基にしたものであろう。
シュードラカはまた、『ヴィーナー・ヴァーサヴァダッター』と、バーナ劇四篇を集録する『チャトゥルバーニー』（『遊女の足蹴』）のうちの一篇、『パドマ・プラーブリタカ』（『蓮華の贈り物』）の作者とされる（後述）。

### バーサ
歴史家にとって、バーサの作品は後代の作家による言及によってのみ知られており、彼自身の作品は伝わっていなかった。ところが1910年、バーサの作品13編、通称トリヴァンドラム劇が、ガナパティ・シャーストリーによってティルヴァナンタプラムの古い図書館から発見された。これに加え、バーサのものとされる14番目の作品も後に発見されたが、実際に彼が書いたものかどうかには議論がある。
バーサのもっとも著名な作品は
- 『スヴァプナ・ヴァーサヴァダッター（英語版）』 (『夢のヴァーサヴァダッター』）[59]
- 『パンチャラートラ（英語版）』（『五夜』）
- 『プラティジュニャー・ヤウガンダラーヤナ』（『誓いのヤウガンダラーヤナ』）

である。また他に、
- 『プラティマー・ナータカ』[51]（『肖像』）
- 『アビシェーカ・ナータカ』（『灌頂式』）[9]
- 『バーラチャリタ』（『若きクリシュナの事績』）[60]
- 『Dūtavākya』
- 『カルナ・バーラ（英語版）』（『カルナの苦労』）
- 『ドゥータ・ガトートカチャ』（『使者ガトートカチャ』）
- 『（ダリドラ・）チャールダッタ』（『貧しきチャールダッタ』）[61][注釈 14]
- 『マディヤマ・ヴィヤーヨーガ（英語版）』[注釈 15]（『中息子戦記』）
- 『ウルバンガ（英語版）』（『砕かれた腿』）[64]
- 『アヴィマーラカ』[61][注釈 16]

が挙げられる。
バーサはサンスクリット劇作家のなかで、カーリダーサに次いで偉大であると考えられている。彼の経歴や生きた時代について明らかなことはほぼ皆無であるが、アシュヴァゴーシャよりも新しく、カーリダーサが活躍した時期よりさかのぼる、3世紀から4世紀に活動した。これらの戯曲は表現が平易で、技巧に凝らないなど、上演のための工夫がなされたことを示唆する編成となっている。

### カーリダーサ
カーリダーサ（4世紀-5世紀）はサンスクリット文学においてもっとも偉大な詩人にして戯曲作家であり、英文学におけるシェイクスピアに比肩する位置づけにある。彼の作品は主としてヒンドゥー教の伝説や、教えに関する主題を扱っている。カーリダーサの著名な作品3つとして、『ヴィクラモールヴァシーヤ』（『ヴィクラマ・ウルヴァシーヤ』とも、『勇気、武勇（ヴィクラマ）によって得られたウルヴァシー』）、『マーラヴィカーグニミトラ』（『公女マーラヴィカーとアグニミトラ王』）、『アビジュニャーナ・シャークンタラ』（『シャクンタラー』または『思い出のシャクンタラー』）が挙げられる。このうち『シャクンタラー』は、サンスクリット演劇のなかでも最高傑作として知られている。『シャクンタラー』が書かれてから1000年以上ののち、この作品に強い印象を受けたドイツのゲーテをして、次のように書かしめた：
一年の若い季節のすべての花を、

　　　　その終わりのすべての果実を、

心を魅らせ、恍惚とさせ、

　　　　充ち足らせるものを、

この地と天とを求めるなら、

　　　　ただ一語で表せば、

私はためらわずにその名を呼ぶ、

　　　　おお、シャクンタラー！—ヨハン・ヴォルフガング・フォン・ゲーテ、『シャクンタラー』より（1791年、1924年水野葉舟が英語版から重訳）
カーリダーサはまた、2篇の長大な叙事詩である『ラグ・ヴァンシャ』（『ラグ王家の系譜』）と『クマーラ・サンバヴァ』（『クマーラの誕生』）、2篇の叙情詩、『リトゥ・サンハーラ』（『季節のめぐり』）と『メーガ・ドゥータ』（『雲の使者』）を遺している。
カーリダーサの文体の特徴は、簡素で美しいサンスクリットと、直喩の多用にある。彼の直喩法から「直喩の所有者カーリダーサ（Upama Kalidasasya）」といわれている。これについて、シュローカでは次のように説かれている：
"upamā Kālidāsasya, Bhāraver artha gauravam | Daṇḍinah padalālityam, Māghe shanti trayoguṇah ||"—"Mahāsubhāṣitasaṃgraha"

### ヴィシャーカダッタ
ヴィシャーカダッタの歴史劇『ムドラー・ラクシャーサ』（『羅刹と印章』）は、政治的謀略を含み、生命力とアクション、そして持続的な興味を誘わせる展開に満ちている点で、サンスクリット劇のなかでも特異な作品である。成立年代は800年よりも遡るようである。物語は次のようなものである。最後のナンダ王たちを弑逆したチャンドラグプタはパータリプトラを治めている。ナンダ王ダナ・ナンダの大臣であったラクシャーサは、ヒマラヤ地方の王パルヴァータカ王（既に死亡）の息子、マラヤケートゥと組んで、亡き主君の仇を討とうとする（劇はこの時点で始まる）。チャンドラグプタの大臣、チャーナキヤは、はかりごとによってラクシャーサを主君の側につかせることに成功する。
『ムドラ・ラクシャーサ』は後の詩論家や劇論家によって批評・引用がなされることはまれであった。これは、上述の通り本作がサンスクリット劇としての常識に当てはまらないものであったうえ、文体・修辞も平明であったためだと考えられる。
ヴィシャーカダッタはこの他、引用を通じて知られる戯曲が2篇伝えられる。すなわち『デーヴィー・チャンドラグプタ』（『チャンドラグプタと王妃』）、『アピサーリカー・ヴァンチタカ』（『媾曳女〔あいびきおんな〕の欺瞞』）である。前者は10幕でプラカラナ、グプタ朝の王、チャンドラグプタ2世を主役とする、恋愛の要素も含む政治劇。一方の後者はナータカで、ウダヤナ王と王女パドマデーヴィーのロマンスに取材したものである。

### その他の主要な劇と劇作家
そのほかの作品としては、ハルシャ・ヴァルダナ（7世紀）による戯曲である、喜劇『ラトナーヴァリ』と『プリヤダルシカー』、ナータカ・仏教劇『ナーガーナンダ』（『竜王の喜び』）、パッラヴァ朝の皇帝マヘーンドラヴァルマン1世（7世紀前半）による笑劇『マッタヴィラ－サ・プラハサナ』（『酔っ払いの戯れ』）、シャクティ・バドラのĀścaryacūḍāmaṇi、KulasekharaのSubhadra DhananjayaとTapatisamvarana、NeelakantaのKalyana SaugandhikaとSri Krishna Charitaが挙げられる。
独白喜劇の集成『チャトゥルバーニー』は、古典インドの大都市、パータリプトラとウッジャイニーの遊郭街を舞台とするバーナ劇四篇からなる。各作品の構成としては寸劇の連続ともいえるものになっている。内容は、『カーマ・スートラ』や日本の遊里文学のように、遊びの極意が説かれると同時に、要所で技工を凝らした韻文詩が挟まれている。作品、およびその作者はそれぞれ：
1. 『パドマ・プラーブリタカ』[注釈 21]（『蓮華の贈り物』） - シュードラカ
2. 『ドゥールタ・ヴィタ・サンヴァーダ』[注釈 22]（『極道と通人の対話』） - イーシュヴァラダッタ
3. 『ウバヤー・ビサーリカー』[注釈 23]（『逢い引き』） - ヴァラルチ（英語版）
4. 『パーダター・ディタカ』[注釈 24]（『足蹴にされた男』） - シュヤーミラカ

である。以上四篇は、言語や文体、表現に類似が見られるため、ほぼ同時期に成立したものと考えられている。具体的な成立年代は明らかでないものの、バーサとカーリダーサそれぞれの活動時期のあいだに成ったと推察されている。なお、これらの作品のうち『足蹴にされた男』の成立年代についてはトーマス・バローやダシャラタ・シャルマらが議論を繰り広げており、バローは作中で言及される軍事遠征をチャンドラグプタ2世の遠征のものとした上で410年頃とした一方、シャルマはこの軍事遠征をスカンダグプタ王のものと捉え500年頃とした。ゴダール・ヘンドリック・ショッカーは、これらの議論を踏まえたうえでシャルマの説に従い、上限を450年前後、下限をフーナ（エフタル）によるウッジャイニー破壊が起きた510年を下限としつつ、おそらくこの期間のうち早めの時期にできたと結論づけた。また、『チャトゥルバーニー』として編纂された時期・経緯であるが、これらはいずれも明らかでない。ただし、14世紀のバーナ、『Viṭanidrā』がこれら四作について言及しているため、まとめられたのは少なくともそれ以前と推察されている。
バヴァブーティ（8世紀前半）はカーリダーサに次ぐ戯曲作家であった。彼は3つの作品を残したとされる。すなわち、『Malati-Madhava』（『マラティーとマーダヴァ』）、『マハーヴィーラ・チャリタ』（『偉大なる英雄の所行』）、『ウッタラ・ラーマ・チャリタ』（『続編ラーマの所行』）である。彼の出自についてはこれらの戯曲の序幕から知ることができ、ヴィダルバのパドマプラが故郷であること、ウドゥンバラ・バラモンの家系であったこと、黒ヤジュル・ヴェーダのタイッティリーヤ派であったことなどが判明している。古来より、バヴァブーティの戯曲、こと『ウッタラ・ラーマ・チャリタ』に対する評価は高く、さかんに引用された。バヴァブーティの文体は直接的で雄々しいが、ラサにおいては「悲愴」を得意とした。
インド古典演劇における、他に優れた作家として、ビシャーカダッタ、バッタ・ナーラーヤナ、ムラーリ、ラージャシェーカラ、クシェーミーシュヴァラ、ミシュラ・ダモーダラ、クリシュナミシュラがいる。

## 上映形態

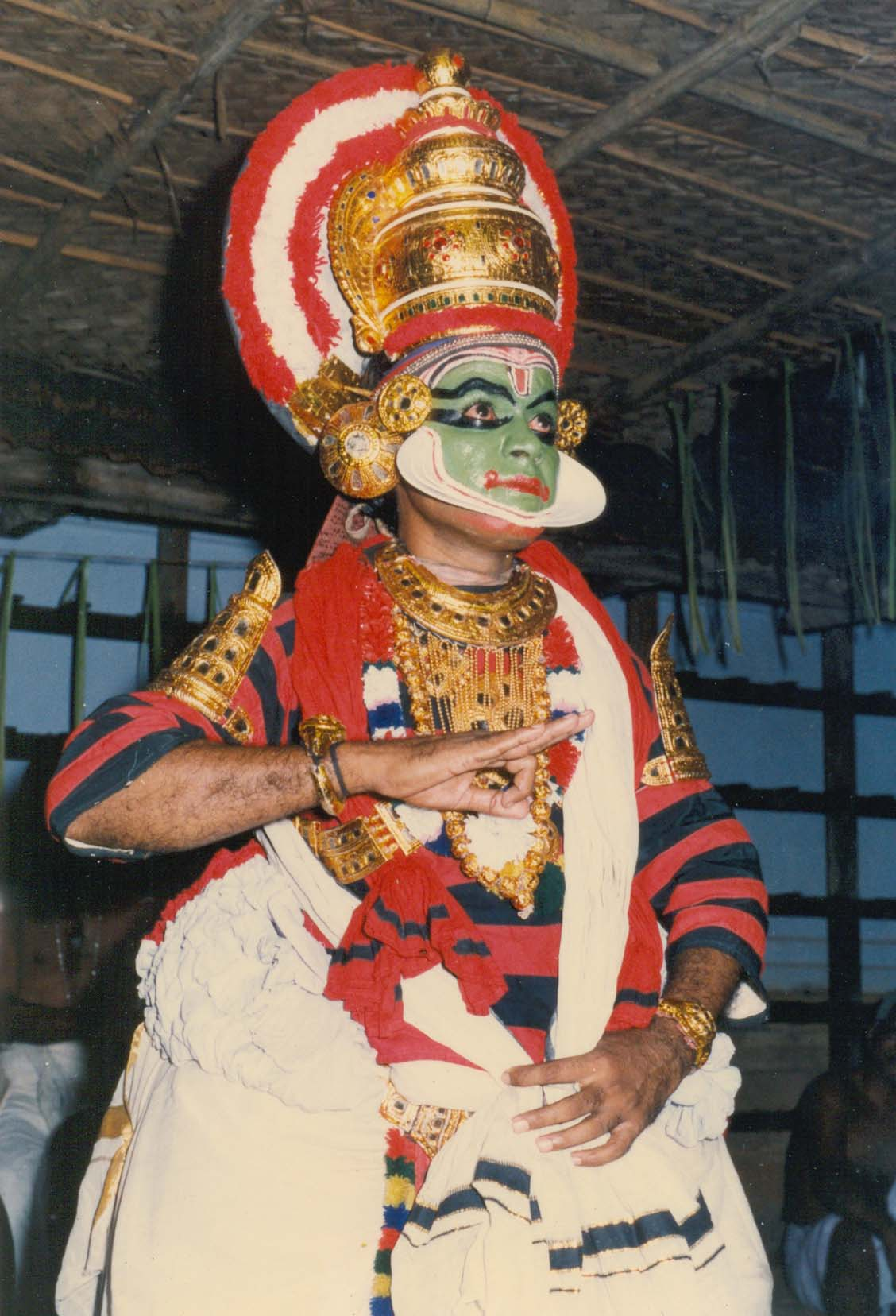
バーサ『スヴァプナ・ヴァーサヴァダッター』のウダヤナ王。クーリヤッタムの上演形態は、サンスクリット劇としては現存する唯一のものである。マニ・ダモダラ・チャキャール演。

古代のインドにおいて、サンスクリット劇は人気であり、文化圏全域で上演されていた。
現存するサンスクリット劇は、ケーララ州のチャキャール・カーストの共同体によって伝えられてきたクーリヤッタムのみである。クーリヤッタムは2000年以上にわたって伝承されてきたと考えられており、また、生きた形で伝えられている演劇のなかでは史上最古のものに属する。また、クーリヤッタムではバーサのトリヴァンドラム劇をはじめ、シュリーハルシャ、シャクティバドラといった劇作家の主要作品が全て演じられている。グル、ナーティヤーチャールヤ・ヴィドゥーシャカラトナム・パドマ・シュリー・マニ・マーダヴァ・チャーキャールは、カーリーダサの『アビジュニャーナ・シャークンタラ』、『ヴィクラモールヴァシーヤ』、『マーラヴィカーグニミトラ』、バーサの『スヴァプナ・ヴァーサヴァダッター』、『パンチャラートラ』を、クーリヤッタム史上初めて振付・演出をおこなった。彼はクーリヤッタムの普及に努め、インドで唯一現存するサンスクリット劇場を活性化させた。
バーサの「トリヴァンドラム劇」の起源に関する仮説のひとつに、これら13篇の劇が基となった原典から脚色され、クーリヤッタムの伝統に則った振り付けのためにケーララ州に持ち込まれたというものがある（この説にはまだ異論も多い）。

## 現代のサンスクリット劇
現代のサンスクリット劇作家であるマンモハン・アチャリヤは、数多くの劇や舞踏劇を残した。特筆すべき作品としては、Arjuna-PratijnaaやShrita-kamalam、Pada-pallavam、Divya-Jayadevam、Pingalaa、Mrtyuh、Sthitaprajnah、Tantra-mahasaktih、Purva-sakuntalam、Uttara-sakuntalam、Raavanahなどがある。
20世紀に活躍したヴィディヤーダル・シャストリは、サンスクリット劇、Purnanandam、Kalidainyam、Durbala Balamを著した。
プラフラ・クマル・ミシュラはChitrangadaとKarunaを著している。